# Welschingen
Welschingen ist der größte Stadtteil von Engen im baden-württembergischen Landkreis Konstanz.

## Lage und Verkehrsanbindung

Ansicht von Welschingen

Welschingen liegt an der Westseite des Hohenhewen, südlich des Kernortes Engen an den Landesstraßen 190 und 191. Westlich verläuft die Bundesstraße 314 und östlich die Bundesautobahn 81. Der tiefstgelegene Punkt der Gemeinde Engen mit 470 m ü. NHN liegt auf der Gemarkung des Ortes.
In der näheren Umgebung liegen die Naturschutzgebiete Binninger Ried, Hohenhewen und Schoren (siehe Liste der Naturschutzgebiete im Landkreis Konstanz).

## Geschichte
Der Ort geht auf die alemannische Siedlungszeit zurück. Er wird erstmals 752 in einer Urkunde des Klosters St. Gallen genannt.
Eine Burg Welschingen wird 1337 erwähnt.
Welschingen wurde am 1. Januar 1975 nach Engen eingemeindet.

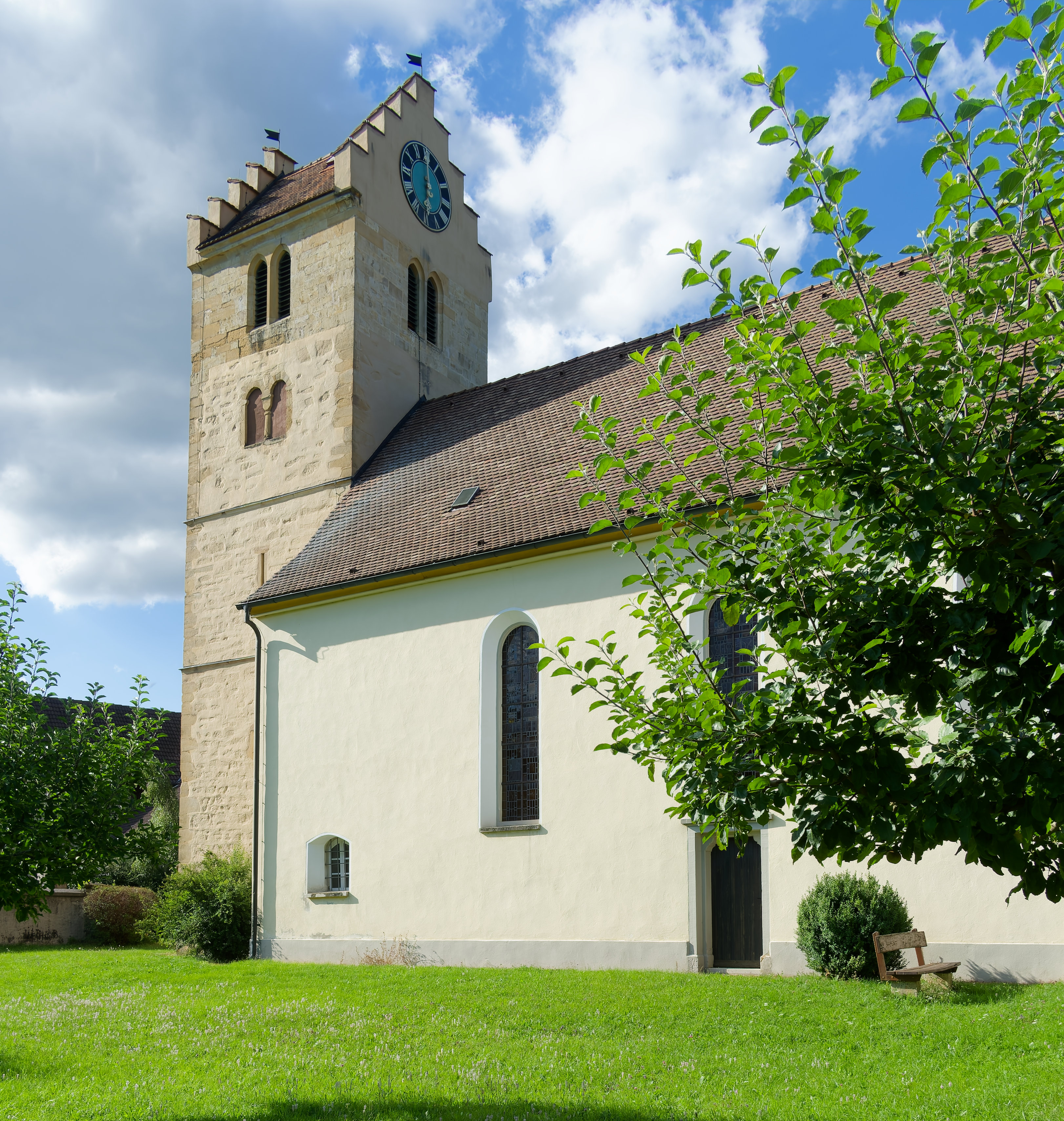
Kirche St. Jakob

## Sehenswürdigkeiten
- denkmalgeschützte Kirche St. Jakob

## Söhne des Ortes
- Alfred Wikenhauser (1883–1960), katholischer Theologe und Professor
- Paul Wescher (1896–1974), Kunsthistoriker, Kunsthändler und Museumsdirektor
- Ermin Hohlwegler (1900–1970), Gewerkschafter und Politiker (SPD)